# Finlandia-Preis
Der Finlandia-Preis (finnisch Finlandia-palkinto, schwedisch Finlandiapriset) ist einer der renommiertesten Literaturpreise Finnlands.

## Auswahl
Der Finlandia-Preis wird jährlich seit 1984 von der Finnischen Buchstiftung (finnisch Suomen Kirjasäätiö, schwedisch Finlands bokstiftelse) für ein Werk der Belletristik verliehen. Seit 1993 wird er ausschließlich für einen Roman vergeben.
Der Finlandia-Preis ist mit derzeit 30.000 Euro dotiert (früher 100.000 Finnische Mark). Nominiert werden konnten bis 2010 nur finnische Staatsangehörige, dann wurde das Verfahren wegen der Nominierung der Slowakin Alexandra Salmela geändert; seither können Nominierte jede Staatsangehörigkeit haben. Seit 1993 wählt eine dreiköpfige Jury in jedem Jahr drei bis sechs Werke in finnischer oder schwedischer Sprache aus. Aus dieser Vorauswahl vergibt ein Mitglied der Jury dann den Preis. Auch die nominierten Titel werden bekannt gegeben. Die Aufnahme in die Auswahl sorgt stets für hohe Auflagen.
Seit 1997 wird der Finlandia Junior-Preis (finnisch Finlandia Junior-palkinto, schwedisch Finlandia Junior-priset) für ein Kinder- oder Jugendbuch verliehen. Seit 1989 gibt es auch den Finlandia-Sachbuchpreis (finnisch Tieto-Finlandia-palkinto, schwedisch Fack-Finlandia-priset) für ein Sach- oder Lehrbuch, das zur Popularisierung eines Themas beiträgt.

## Preisträger
| Finlandia-Preis |                    |                                         |            |                      |
| Jahr            | Autor              | Titel                                   | Sprache    | Ausgewählt von       |
| 1984            | Erno Paasilinna    | Yksinäisyys ja uhma                     | Finnisch   |                      |
| 1985            | Jörn Donner        | Far och son                             | Schwedisch |                      |
| 1986            | Sirkka Turkka      | Tule takaisin, pikku Sheba              | Finnisch   |                      |
| 1987            | Helvi Hämäläinen   | Sukupolveni unta                        | Finnisch   |                      |
| 1988            | Gösta Ågren        | Jär                                     | Schwedisch |                      |
| 1989            | Markku Envall      | Samurai nukkuu                          | Finnisch   |                      |
| 1990            | Olli Jalonen       | Isäksi ja tyttäreksi                    | Finnisch   |                      |
| 1991            | Arto Melleri       | Elävien kirjoissa                       | Finnisch   |                      |
| 1992            | Leena Krohn        | Matemaattisia olioita tai jaettuja unia | Finnisch   |                      |
| 1993            | Bo Carpelan        | Urwind                                  | Schwedisch | Kai Laitinen         |
| 1994            | Eeva Joenpelto     | Tuomari Müller, hieno mies              | Finnisch   | Tellervo Koivisto    |
| 1995            | Hannu Mäkelä       | Mestari                                 | Finnisch   | Maria-Liisa Nevala   |
| 1996            | Irja Rane          | Naurava neitsyt                         | Finnisch   | Aki Kaurismäki       |
| 1997            | Antti Tuuri        | Lakeuden kutsu                          | Finnisch   | Lassi Nummi          |
| 1998            | Pentti Holappa     | Ystävän muotokuva                       | Finnisch   | Liisamaija Laaksonen |
| 1999            | Kristina Carlson   | Maan ääreen                             | Finnisch   | Erkki Liikanen       |
| 2000            | Johanna Sinisalo   | Ennen päivänlaskua ei voi               | Finnisch   | Auli Viikari         |
| 2001            | Hannu Raittila     | Canal Grande                            | Finnisch   | Claes Andersson      |
| 2002            | Kari Hotakainen    | Juoksuhaudantie                         | Finnisch   | Lasse Pöysti         |
| 2003            | Pirkko Saisio      | Punainen erokirja                       | Finnisch   | Mervi Kantokorpi     |
| 2004            | Helena Sinervo     | Runoilijan talossa                      | Finnisch   | Jukka Sarjala        |
| 2005            | Bo Carpelan        | Berg                                    | Schwedisch | Paavo Lipponen       |
| 2006            | Kjell Westö        | Där vi en gång gått                     | Schwedisch | Jyrki Nummi          |
| 2007            | Hannu Väisänen     | Toiset kengät                           | Finnisch   | Kaisu Mikkola        |
| 2008            | Sofi Oksanen       | Puhdistus                               | Finnisch   | Pekka Tarkka         |
| 2009            | Antti Hyry         | Uuni                                    | Finnisch   | Tuula Arkio          |
| 2010            | Mikko Rimminen     | Nenäpäivä                               | Finnisch   | Minna Joenniemi      |
| 2011            | Rosa Liksom        | Hytti nro 6                             | Finnisch   | Pekka Milonoff       |
| 2012            | Ulla-Lena Lundberg | Is                                      | Schwedisch | Tarja Halonen        |
| 2013            | Riikka Pelo        | Jokapäiväinen elämämme                  | Finnisch   | Asko Sarkola         |
| 2014            | Jussi Valtonen     | He eivät tiedä mitä tekevät             | Finnisch   | Anne Brunila         |
| 2015            | Laura Lindstedt    | Oneiron                                 | Finnisch   | Hector               |
| 2016            | Jukka Viikilä      | Akvarelleja Engelin kaupungista         | Finnisch   | Baba Lybeck          |
| 2017            | Juha Hurme         | Niemi                                   | Finnisch   | Elisabeth Rehn       |
| 2018            | Olli Jalonen       | Taivaanpallo                            | Finnisch   | Seppo Puttonen       |
| 2019            | Pajtim Statovci    | Bolla                                   | Finnisch   | Merja Ylä-Anttila    |
| 2020            | Anni Kytömäki      | Margarita                               | Finnisch   | Hannu Lintu          |
| 2021            | Jukka Viikilä      | Taivaallinen vastaanotto                | Finnisch   | Zaida Bergroth       |
| 2022            | Iida Rauma         | Hävitys: Tapauskertomus                 | Finnisch   | Mari Leppänen        |
| 2023            | Sirpa Kähkönen     | 36 uurnaa: Väärässä olemisen historia   | Finnisch   | Jorma Uotinen        |
| 2024            |                    |                                         |            | Alma Pöysti          |
|                 |                    |                                         |            |                      |

## Sonstiges
Bei der Preisverleihung 2017 provozierte der finnischsprachige Preisträger Juha Hurme einen Eklat. Er sprach Teile seiner Dankesrede auf Schwedisch und beendete seine Ansprache auf Finnisch mit den Worten: „Jenen, die nicht verstanden, was ich sagte, rate ich: Lernt Schwedisch, ihr Dummköpfe. Seltsam genug, es würde euer Weltbild erweitern!“